# Hushållning
Hushållning kallas den planering som görs för att förbrukningen inom ett visst område skall hållas inom önskade gränser, med avseende på bland annat ekonomi och miljö. En enskild persons eller familjs resurser kan anpassas till behov och ekonomisk förmåga med hjälp av en så kallad hushållsbudget.